# مكافحة العصابات

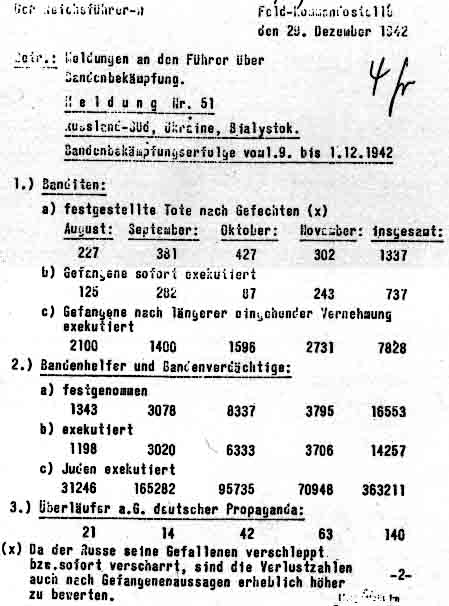
تقرير هاينريش هيملر رقم 51 من 1 أكتوبر 1942 إلى 1 ديسمبر 1942 الذي يعرض تفاصيل عمليات القتل ل«قطاع الطرق» واليهود في جنوب روسيا، أوكرانيا، بياليستوك.

الحرب الأمنية النازية Bandenbekämpfung هو مصطلح باللغة الألمانية ويعني «قتال اللصوص» أو «مكافحة اللصوص». في سياق التاريخ العسكري الألماني، كانت الحرب الأمنية النازية عقيدة تشغيلية كانت جزءًا من حركة مقاومة أو تمرد في المنطقة الخلفية أثناء الحروب. هناك فهم آخر أكثر شيوعًا للحرب الأمنية النازية وهي الحرب المعادية للحزب. قدمت عقيدة «قتال العصابات» الأساس المنطقي لاستهداف وقتل أي عدد من المجموعات، من رجال حرب العصابات المسلحين إلى السكان المدنيين، بوصفهم «قطاع طرق» أو «أعضاء في عصابات». كما تم تطبيقه من قبل الإمبراطورية الألمانية ثم ألمانيا النازية، أصبح دورًا أساسيًا في برامج الإبادة الجماعية التي نفذها النظامان، بما في ذلك الهولوكوست.

## الحرب العالمية الأولى
خلال الحرب العالمية الأولى، تجاهل الجيش الألماني العديد من الاتفاقيات الأوروبية بشان الحرب بين آب وتشرين الأول عام 1914،  حيث قتلوا عمدا 6500 من المواطنين الفرنسيين والبلجيكيين.  وطوال فترة الحرب، اتحدت الاستخباراتية الألمانية وشبكة الحراسة ومراقبة الحدود لتحديد العمليات الأمنية للجيش الألماني.  طول الجبهة الشرقية في وقت ما في أغسطس 1915، أسس فيلد مارشال فالكنهاين حكومة عامة على حساب كونغرس بولندا تحت قيادة الجنرال فون بيسيلر، وتم إنشاء بنية تحتية لدعم العمليات العسكرية المستمرة، والتي تضمنت مواقع الحراسة والدوريات وشبكة الأمن. الحفاظ على الأمن يعني التعامل مع السجناء الروس، الذين حاول الكثير منهم تخريب الخطط الألمانية وقتل الجنود الألمان، وتم تنفيذ إجراءات تهدئة قاسية وإجراءات إرهابية للتعامل مع هؤلاء الثوار (بما في ذلك الأعمال الانتقامية الوحشية ضد المدنيين)، والمعروفين باسم قطاع الطرق.  قبل وقت طويل، كانت هناك ممارسات مماثلة تم تطبيقها في كل من مناطق الاحتلال الألماني الشرقية والغربية. 

## الحرب العالمية الثانية
كانت سياسة الجيش الألماني لردع الأنشطة الحزبية أو «اللصوصية» ضد قواته هي توجيه «مثل هذا الإرهاب إلى السكان بحيث يفقدون الإرادة في المقاومة».  حتى قبل أن تبدأ الحملة النازية في الشرق، كان هتلر قد أعفى جنوده بالفعل من أي مسؤولية عن أي نصرفات وحشية ضد المدنيين، متوقعًا من جنوده وقوات الشرطة قتل أي شخص «شكله مريب» على القوات الألمانية.  كان جزء كبير من الحرب الأمنية ممارسات معادية للسامية.  عندما دخل الفيرماخت صربيا في عام 1941، قام بأعمال انتقامية جماعية ضد الثوار عن طريق إعدام اليهود هناك. 

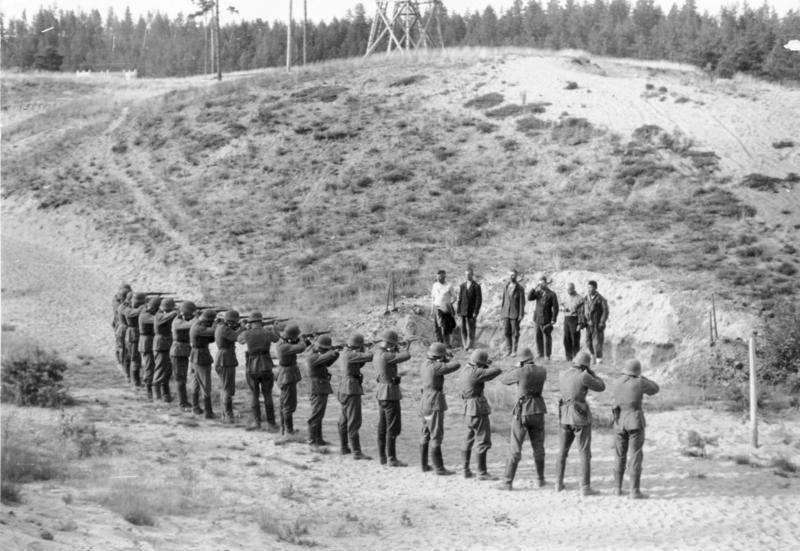
إعدام المشتبه بهم من قبل الجنود الألمان، سبتمبر 1941

### اقتباسات
1. 1 2 3 4  Blood 2006.
2. 1 2 3  Snyder 2010.
3. ↑  Gregor 2008.